# Кержаков Олександр Анатолійович
Олекса́ндр Анато́лійович Кержако́в (рос. Александр Анатолиевич Кержаков, нар. 27 листопада 1982, Кінгісепп) — російський футболіст, нападник. Заслужений майстер спорту Росії (2007). Найкращий бомбардир в історії російського футболу (233 голи). Найкращий бомбардир в історії «Зеніту» (161 гол) і збірної Росії (30 голів). Третій у списку Клубу Григорія Федотова.

## Дитинство і юність
Олександр Кержаков народився 27 листопада 1982 року в місті Кінгісепп Ленінградської області. Його батько Анатолій Рафаїлович Кержаков в молодості грав у футбол за команду другої ліги «Хімік» (Дзержинськ). Мати — Тетяна Веніамінівна. Олександр був першою дитиною в родині — у нього є молодший брат Михайло, також професійний футболіст, воротар.
Першим тренером Олександра був батько, який, за словами його брата, вкладав всі сили в нього, займався з ним цілеспрямовано, вважаючи, що «у Саші іншого вибору, окрім як стати футболістом, по суті, не було». Потім хлопчика прийняли в петербурзьку СДЮСШОР «Зеніт» і в порядку виключення в 11 років поселили в інтернаті. У зенитівській школі Кержаков тренувався у Сергія Романова.
У 1996 році Кержаков разом з іншим учнями спортшколи отримав в подарунок квитки на матч за звання чемпіона Росії, що проходив у Санкт-Петербурзі між московським «Спартаком» і владикавказькою «Аланією». Олександр і його товаришів продали квитки з рук поруч із стадіоном перед матчем. Виручених грошей Кержакову вистачило «на пару хот-догів, і ще трошки залишилося». Пізніше Олександр розповів тележурналісту Василю Уткіну, що тоді, побачивши Уткіна, мало не продав квиток йому.
Хворий хронічним тонзилітом, через що неодноразово переносив ангіну. Кілька років був чоловіком Мілани Тюльпанової, учасниці шоу Холостяк-2020, у шлюбі народилась дочка. .  

## Клубна кар'єра

### «Свєтогорець»
Після закінчення СДЮШОР «Зеніт» Олександр почав виступати за аматорську команду «Свєтогорець» з міста Свєтогорськ Ленінградської області, яку очолив Володимир Казаченок, колишній завуч зенітовської школи.
На початку 2000 року Кержаков був визнаний кращим нападником передсезонного турніру на призи петербурзької спортивної газети «Північний Форум».

### «Зеніт»
В кінці 2000 року за рекомендацією Казаченка головний тренер «Зеніту» Юрій Морозов запросив Кержакова в «Зеніт».
У «Зеніті» Кержаков дебютував 10 березня 2001 року в матчі 1-го туру чемпіонату Росії з «Ротором» у Волгограді, вийшов в основному складі і відіграв 90 хвилин, підсумок — 0:0. Перший гол за «Зеніт» забив у своєму 13-му матчі у ворота московського «Спартака» 30 червня 2001 року. У цій грі Кержаков зрівняв рахунок — 1:1, в результаті петербуржці перемогли — 2:1.
До основного складу «Зеніту» пробився майже відразу, вже в 2001 році потрапивши в список 33-х найкращих футболістів Росії. Це йому вдавалося 5 років поспіль. Крім того, в дебютний сезон Кержаков став бронзовим призером чемпіонату Росії. У 2002 році був визнаний найкращим молодим гравцем прем'єр-ліги і взяв участь у чемпіонаті світу в Японії та Кореї. У 2003 році Кержаков став срібним призером чемпіонату Росії. Ще рік потому забив 18 голів у прем'єр-лізі, ставши найкращим бомбардиром турніру. Був одним з найкращих гравців клубу в єврокубках. Забив кілька важливих м'ячів, у тому числі й іспанській «Севільї», яка згодом його придбала.

### «Севілья»
28 грудня 2006 року Кержаков підписав контракт з іспанським клубом «Севілья» на 5,5 років. Сума трансферу склала 5 млн євро. Партнерами Кержакова по атаці стали Луїс Фабіано і Фредерік Кануте. Він зіграв свій перший матч 14 січня 2007 року і забив свій перший гол 28 січня 2007 року в матчі проти «Леванте». 5 квітня в першому чвертьфінальному матчі Кубка УЄФА 2006/07 проти англійського «Тоттенгем Готспур» Кержаков забив переможний гол на 36-й хвилині. Завоював у складі клубу бронзові медалі іспанської Прімери, Кубок Іспанії і Кубок УЄФА.
Після відходу Хуанде Рамоса в «Тоттенгем» у жовтні 2007, головним тренером «Севільї» став Маноло Хіменес. Кержаков став отримувати менше ігрового часу, все частіше залишався в запасі. Кержаковим цікавилися «Тоттенгем», «Манчестер Юнайтед» і «Парі Сен-Жермен». Однак, в інтерв'ю газеті «Спорт-Експрес» 30 січня 2008 року Кержаков заявив, що він залишиться в «Севільї».

### «Динамо» (Москва)
У 2008 році Кержаков повернувся в Росію — у московське «Динамо», яке очолював Андрієм Кобелєвим, разом з яким він виступав за «Зеніт» у 2001. Сума трансферу склала 8 мільйонів євро. Свій перший м'яч за «Динамо» Олександр забив у 6-му турі чемпіонату Росії проти ФК «Москва». Матч закінчився з рахунком 1:1. Перший сезон вийшов у Кержакова не надто результативним: у 27 матчах він забив 7 м'ячів, але його гра допомогла клубу завоювати бронзові медалі чемпіонату Росії.
У чемпіонаті Росії 2009 результативність Кержакова була вище: в 24 матчах він забив 12 голів. Свій перший гол він забив у 1-му турі проти «Москви». Цей гол став першим голом нового сезону. Також Кержаков провів за «Динамо» два матчі в Лізі чемпіонів (кваліфікаційний раунд, проти шотландського «Селтіка») і два матчі в Лізі Європи (кваліфікаційний раунд, проти софійського ЦСКА), в яких забив 1 гол.

### Повернення в «Зеніт»
16 січня 2010 року Кержаков повернувся в «Зеніт», підписавши контракт на 4 роки. Сума трансферу склала 6,5 млн євро.

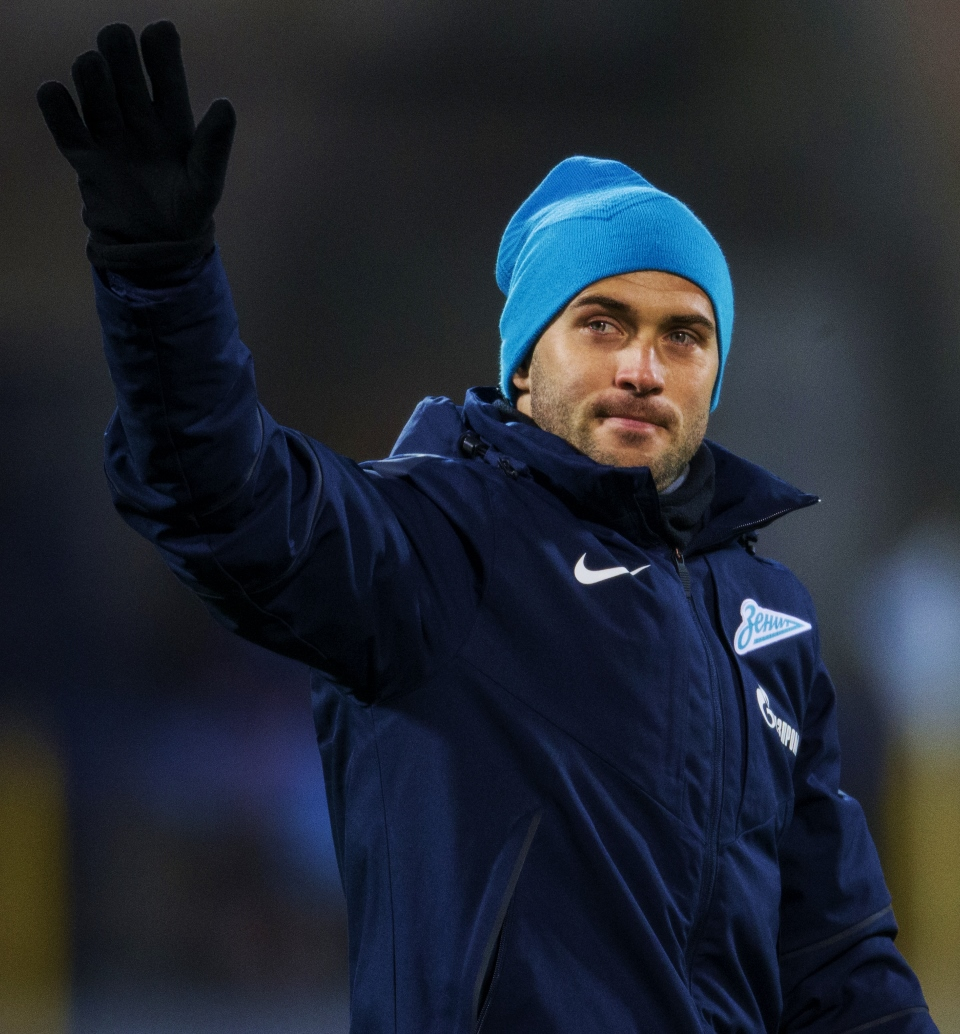
Кержаков у «Зеніті»

17 серпня в матчі з «Осером» забив сотий гол за «Зеніт». У першому матчі «Зеніта» в Лізі Європи 2010/2011 проти «Андерлехта» вже в першому таймі зробив хет-трик, а через тиждень в матчі чемпіонату Росії проти «Сатурна» забив ще три м'ячі. У першому ж сезоні після повернення виграв кубок Росії і став чемпіоном Росії. Також був визнаний найкращим російським гравцем чемпіонату і потрапив в список 33-х найкращих футболістів.
24 квітня 2011 року забив свій 79-й гол за «Зеніт» в рамках чемпіонату Росії, побивши рекорд Лева Бурчалкіна. 29 травня в матчі проти московського «Спартака» забив 100-й і 101-й м'ячі в чемпіонаті Росії. 28 серпня, у матчі проти «Краснодара» Олександр зробив хет-трик, «Зеніт» у цьому матчі виграв 5:0. 6 травня 2012 року в матчі проти «Спартака» забив 100-й м'яч за команду «Зеніт» в рамках чемпіонату Росії.
17 серпня 2012 року гравець продовжив контракт з «Зенітом» терміном на 4 роки з можливістю пролонгації ще на рік. 23 вересня Олександр з дисциплінарних причин був переведений в дублюючий склад «Зеніту» разом зі своїм одноклубником Ігорем Денисовим, проте вже 28 вересня Олександр повернувся в основний склад.
|                    | Кержаков — це гравець-особистість, який у складні моменти демонструє найкращі якості. |
| — Лучано Спаллетті |                                                                                       |

24 жовтня 2012 року Кержаков забив двохсотий гол у кар'єрі — їм був реалізований пенальті у ворота «Андерлехта». Цей м'яч для Олександра став 25-м в єврокубках і 17-м, забитим з пенальті.
28 вересня 2013 року Олександр, забивши гол у ворота «Спартака», став найкращим бомбардиром в історії російського футболу (208 голів). Кержаков побив рекорд Олега Веретенникова (207 голів).
У лютому 2015 року з'явилися чутки, що Кержаков може бути орендований московським «Локомотивом», але сам гравець цю інформацію спростував. На початку липня того ж року в ЗМІ з'явилася інформація про те, що Кержаков може перебратися в ташкентський «Локомотив». 7 серпня 2015 року Кержаков був заявлений за «Зеніт-2», який виступає в ФНЛ, з можливістю виступати і за «Зеніт» в РФПЛ. З літа не потрапляв в основний склад клубу за рішенням головного тренера Андре Віллаш-Боаша, йому було заборонено тренуватися на базі клубу. Підтримував форму в медичному центрі московського «Локомотива». У листопаді 2015 року було оголошено, що Кержаков стане одним з провідних коментаторів на каналі «Матч ТВ», однак пізніше футболіст заявив, що він не став журналістом і готується взимку 2016 року виїхати в оренду, щоб мати шанс потрапити в заявку збірної на Євро-2016.
13 липня 2017 року Кержаков був призначений координатором юнацьких команд «Зеніту». В цей же день президент «Зеніта» Сергій Фурсенко підтвердив, що Кержаков завершив ігрову кар'єру.

### Оренда в «Цюрих»
18 грудня 2015 року уклав орендну угоду з швейцарським «Цюрихом» до кінця сезону. Дебютував за клуб 7 лютого у матчі чемпіонату Швейцарії проти «Сьйона», в якому його команда програла з рахунком 0:1. Через тиждень у матчі проти «Люцерна» (2:1) забив переможний гол. 2 березня у півфінальному матчі Кубка Швейцарії проти «Сьона» (3:0) забив два м'ячі. Кержаков у складі «Цюріха» став переможцем Кубка Швейцарії, проте клуб вилетів з швейцарської вищої ліги.

## Виступи за збірну
У 2002 році Олег Романцев запросив 19-річного Кержакова в збірну Росії. Дебют футболіста в національній команді відбувся в товариському матчі зі збірною Естонії в Таллінні 27 березня 2002 року. «Зенітовець» на 46-й хвилині вступив у гру замість Володимира Бесчастних. Росіяни зазнали поразки — 1:2.

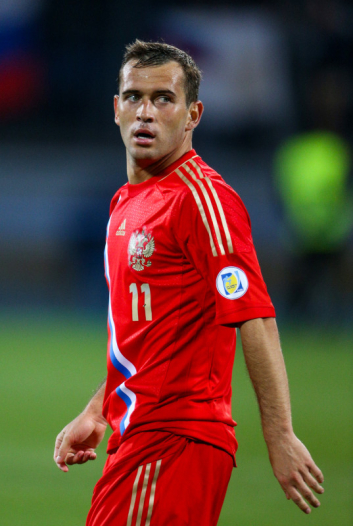
Олександр у складі збірної Росії

На чемпіонаті світу 2002 року в Японії та Південній Кореї Кержаков зіграв 7 хвилин, замінивши Валерія Карпіна в грі з бельгійцями, яким Росія програла з рахунком 2:3 і не змогла вийти в плей-оф. Перший гол за збірну Кержаков забив вже за тренерства Валерія Газзаєва в товариському матчі зі шведами 21 серпня 2002 року (1:1).
У кваліфікації до Євро 2004 Кержаков забив два голи і взяв участь у фінальному турнірі, де провів одну гру (проти Португалії). Брав участь у кваліфікації до Чемпіонату світу 2006.
У кваліфікації до Євро-2008 Кержаков був найкращим бомбардиром збірної Росії (6 голів). Був одним з кандидатів для поїздки на фінальний турнір, але Гус Гіддінк не взяв його через низьку результативність в «Динамо». За весь 2008 рік Кержаков не провів жодного матчу за збірну.
Через рік Кержаков знову був викликаний до збірної на відбіркові ігри до чемпіонату світу 2010. У матчі проти Фінляндії забив два м'ячі. 18 листопада 2009 року в стиковому матчі проти Словенії за рахунку 1:0 на користь суперника вийшов на заміну після першого тайму. На 66-й хвилині Кержаков в спробі замкнути простріл з флангу влучив ногою у воротаря Саміра Хандановіча. Норвезький арбітр Тер'є Хауге трактував епізод як зумисну грубість з боку росіянина, пред'явивши йому червону картку. У підсумку Кержаков був дискваліфікований на 2 матчі.
Відбувши дискваліфікацію, Кержаков отримав виклик на матчі відбіркового раунду Євро-2012. В матчах проти Ірландії і Македонії забив по голу. У фінальному турнірі Олександр був основним нападником збірної, однак був замінений у кожному з матчів. Згідно з матеріалами сайту УЄФА, 8 червня Кержаков оновив антирекорд фінальної стадії чемпіонатів Європи, завдавши сім невлучних ударів, у матчі з Чехією.
У другому матчі відбіркового циклу чемпіонату світу 2014 Олександр забив в гостях два голи у ворота збірної Ізраїлю, а збірна Росії виграла з рахунком 4:0. А вже в наступному матчі гол Кержакова приніс перемогу Росії над збірною Португалії з рахунком 1:0. За підсумками відбіркового турніру Кержаков став найкращим бомбардиром збірної Росії — 5 голів.
Автор першого голу збірної Росії у фінальній стадії чемпіонату світу 2014 року в Бразилії: на 74-й хвилині у стартовому поєдинку турніру проти збірної Південної Кореї Кержаков забив гол, встановивши підсумковий рахунок матчу 1:1.
3 вересня 2014 року в товариському матчі проти Азербайджану оформив дубль, тим самим ставши найкращим бомбардиром в історії збірної Росії.

## Статистика виступів

### Статистика клубних виступів
| Сезон                    | Команда                  | Чемпіонат                | Чемпіонат | Чемпіонат | Кубок | Кубок | Кубок | Єврокубки | Єврокубки | Єврокубки | Інші змагання | Інші змагання | Інші змагання | Усього | Усього |
| Сезон                    | Команда                  | Ліга                     | Ігор      | Голів     | Ліга  | Ігор  | Голів | Ліга      | Ігор      | Голів     | Ліга          | Ігор          | Голів         | Ігор   | Голів  |
| ------------------------ | ------------------------ | ------------------------ | --------- | --------- | ----- | ----- | ----- | --------- | --------- | --------- | ------------- | ------------- | ------------- | ------ | ------ |
| 2001                     | «Зеніт»                  | ПЛ                       | 28        | 6         | КР    | 5     | 2     | —         | —         | —         | —             | —             | —             | 33     | 8      |
| 2002                     | «Зеніт»                  | ПЛ                       | 29        | 14        | КР    | 2     | 0     | КУЄФА     | 2         | 2         | —             | —             | —             | 33     | 16     |
| 2003                     | «Зеніт»                  | ПЛ                       | 27        | 13        | КР    | 3     | 3     | —         | —         | —         | —             | —             | —             | 30     | 16     |
| 2004                     | «Зеніт»                  | ПЛ                       | 29        | 18        | КР    | 6     | 6     | КУЄФА     | 7         | 5         | —             | —             | —             | 42     | 29     |
| 2005                     | «Зеніт»                  | ПЛ                       | 25        | 7         | КР    | 5     | 5     | КУЄФА     | 14        | 6         | —             | —             | —             | 44     | 18     |
| 2006                     | «Зеніт»                  | ПЛ                       | 21        | 6         | КР    | 2     | 0     | —         | —         | —         | —             | —             | —             | 23     | 6      |
| 2006-07                  | «Севілья»                | ПД                       | 15        | 5         | КІ    | 5     | 0     | КУЄФА     | 8         | 2         | —             | —             | —             | 28     | 7      |
| 2007-квітень 2008        | «Севілья»                | ПД                       | 11        | 3         | КІ    | 0     | 0     | ЛЧ        | 2         | 0         | СІ+СУ         | 1+1           | 0             | 15     | 3      |
| Усього за «Севілью»      | Усього за «Севілью»      | Усього за «Севілью»      | 26        | 8         |       | 5     | 0     |           | 10        | 2         |               | 2             | 0             | 43     | 10     |
| 2008                     | «Динамо» (Москва)        | ПЛ                       | 27        | 7         | КР    | 0     | 0     | —         | —         | —         | —             | —             | —             | 27     | 7      |
| 2009                     | «Динамо» (Москва)        | ПЛ                       | 24        | 12        | КР    | 4     | 3     | ЛЧ+ЛЄ     | 2+2       | 0+1       | —             | —             | —             | 31     | 16     |
| Усього «Динамо» (Москва) | Усього «Динамо» (Москва) | Усього «Динамо» (Москва) | 51        | 19        |       | 4     | 3     |           | 4         | 1         |               |               |               | 59     | 23     |
| 2010                     | «Зеніт»                  | ПЛ                       | 28        | 13        | КР    | 3     | 0     | ЛЧ+ЛЄ     | 4+2       | 1+3       | —             | —             | —             | 36     | 17     |
| 2011-12                  | «Зеніт»                  | ПЛ                       | 32        | 23        | КР    | 3     | 0     | ЛЧ        | 7         | 1         | —             | —             | —             | 42     | 24     |
| Усього за «Зеніт»        | Усього за «Зеніт»        | Усього за «Зеніт»        | 219       | 100       |       | 29    | 16    |           | 35        | 20        |               | ?             | ?             | 283    | 136    |
| Усього                   | Усього                   | Усього                   | 296       | 127       |       | 42    | 19    |           | 53        | 24        |               | ?             | ?             | 391    | 170    |

### Статистика виступів за збірну
| Росія  | Росія | Росія |
| Рік    | Ігри  | Голи  |
| ------ | ----- | ----- |
| 2002   | 7     | 3     |
| 2003   | 8     | 0     |
| 2004   | 7     | 0     |
| 2005   | 10    | 4     |
| 2006   | 5     | 0     |
| 2007   | 7     | 6     |
| 2009   | 6     | 2     |
| 2010   | 2     | 2     |
| 2011   | 5     | 0     |
| 2012   | 11    | 5     |
| 2013   | 8     | 2     |
| 2014   | 11    | 5     |
| 2015   | 2     | 1     |
| 2016   | 1     | 0     |
| Всього | 90    | 30    |

## Досягнення і рекорди

### Командні
«Зеніт»
- Чемпіон Росії (3): 2010, 2011/12, 2014/15
- Віце-чемпіон Росії (3): 2003, 2012/13, 2013/14
- Бронзовий призер чемпіонату Росії (2): 2001, 2016/17
- Володар Кубку Росії (1): 2009/10
- Володар Суперкубка Росії (2): 2011, 2016
- Разом: 6 трофеїв

  «Севілья»
- Володар Кубку УЕФА: 2006/07
- Володар Кубку Іспанії: 2006/07
- Володар Суперкубку Іспанії: 2007
- Разом: 3 трофеї

  «Динамо» (Москва)
- Бронзовий призер чемпіонату Росії: 2008

  «Цюрих»
- Володар Кубку Швейцарії: 2015/16
- Разом: 1 трофей

### Індивідуальні
- Найкращий бомбардир чемпіонату Росії: 2004
- У списках 33 кращих футболістів чемпіонату Росії (9): № 1 (2002, 2003, 2004, 2010, 2011/12), № 2 (2009), № 3 (2001, 2005, 2012/13).
- Футболіст року в Росії за версією РФС: 2010.
- Найкращий молодий футболіст російської прем'єр-ліги (лауреат премії «Перша п'ятірка»): 2002.
- Член Клубу Григорія Федотова (2006).
- Лідер (з 2013) Клубу 100 російських бомбардирів (член з 2006).
- Член Клубу Ігоря Нетто (2009).
- Заслужений майстер спорту Росії (2007).
- «ТОП 50. Найзнаменитіші люди Петербурга»: 2006

### Рекорди
- Найкращий бомбардир «Зеніту» за історію клубу.
- Найкращий бомбардир в історії російського футболу.
- Найкращий бомбардир збірної Росії (30 голів)
- Найкращий російський бомбардир в єврокубках (30 голів).